# Pleurothallis viridiflora
Pleurothallis viridiflora är en orkidéart som beskrevs av Seehawer. Pleurothallis viridiflora ingår i släktet Pleurothallis och familjen orkidéer. Inga underarter finns listade i Catalogue of Life.